# Alectra dunensis
Alectra dunensis är en snyltrotsväxtart som beskrevs av O. M. Hilliard och B.L. Burtt. Alectra dunensis ingår i släktet Alectra och familjen snyltrotsväxter. Inga underarter finns listade i Catalogue of Life.